# Podróże apostolskie Leona XIV
Podróże apostolskie Leona XIV – lista podróży apostolskich zwierzchnika Kościoła katolickiego papieża Leona XIV.

## Planowane zagraniczne podróże apostolskie Leona XIV
| Lp.  | Podróż            | Data wizyty     | Państwa       | Źródło            |
| 2025 | 2025              | 2025            | 2025          | 2025              |
| ---- | ----------------- | --------------- | ------------- | ----------------- |
| 1    | podróż apostolska | 27–29 listopada | Turcja, Liban | [ 1 ] [ 2 ] [ 3 ] |
| 2026 |                   |                 |               |                   |
| 2    | podróż apostolska | data nieznana   | Ukraina       | [ 5 ]             |
| 3    | podróż apostolska | data nieznana   | Argentyna     | [ 6 ]             |